# Kanton Angoulême-1
Der Kanton Angoulême-1 ist ein französischer Wahlkreis im Département Charente und in der Region Nouvelle-Aquitaine. Er umfasst einen Teilbereich der Stadt Angoulême und eine weitere Gemeinde im Angoulême. Bei der landesweiten Neuordnung der französischen Kantone wurde er 2015 neu geschaffen.

## Gemeinden
Der Kanton besteht aus zwei Gemeinden und Gemeindeteilen mit insgesamt 18.750 Einwohnern (Stand: 1. Januar 2022) auf einer Gesamtfläche von 20,27 km²:
| Gemeinde           | Einwohner 1. Januar 2022 | Fläche km² | Dichte Einw./km² | Code INSEE | Postleitzahl |
| ------------------ | ------------------------ | ---------- | ---------------- | ---------- | ------------ |
| Angoulême          | 14.894                   | 7,67       | 1.942            | 16015      | 16000        |
| Fléac              | 3.856                    | 12,60      | 306              | 16138      | 16730        |
| Kanton Angoulême-1 | 18.750                   | 20,27      | 925              | 1601       | –            |

1. ↑   Nur der westliche Teil der Gemeinde, der Rest verteilt sich auf die Kantone Angoulême-2 und Angoulême-3.

## Politik
| Vertreter im Departementrat | Vertreter im Departementrat      | Vertreter im Departementrat |
| Amtszeit                    | Namen                            | Partei                      |
| --------------------------- | -------------------------------- | --------------------------- |
| 2015–2021                   | Agnès Bel Samuel Cazenave        | DVD UDI                     |
| 2021–                       | Hélène Gingast Patrick Mardikian | DVG                         |